# Списак алгоритама

### Алгоритми претраге
- Алгоритам линеарног претраживања
- Алгоритам бинарног претраживања
- Претрага у дубину
- Претрага у ширину
- Бектрекинг

### Алгоритми сортирања
- Bubble sort
- Квиксорт
- Тополошко сортирање
- Сортирање уметањем
- Радикс сорт

### Графовски алгоритми
- Дијкстрин алгоритам
- А* алгоритам
- Крускалов алгоритам
- Ојлеров пут
- Примов алгоритам
- Тополошко сортирање
- Флојд-Воршалов алгоритам
- Претрага у дубину
- Претрага у ширину

## Нумерички алгоритми
- Метода сечице
- Метода половљења интервала
- Метода регула фалси

## Алгоритми теорије бројева
- Ератостеново сито
- Еуклидов алгоритам

## Алгоритми рачунарске геометрије
- Грахамово скенирање
- Сајрус-Беков алгоритам
- Брезенхамов алгоритам

## Алгоритми оптимизације
- Динамичко програмирање
- Подели па владај
- Похлепни алгоритам
- Симплекс алгоритам

## Алгоритми парсирања
- Кук-Јангер-Касами алгоритам

## Криптографски алгоритми
- RSA